# Medovets
Medovets (bulgariska: Медовец) är ett distrikt i Bulgarien.   Det ligger i kommunen Obsjtina Dălgopol och regionen Oblast Varna, i den östra delen av landet, 300 km öster om huvudstaden Sofia.
Trakten runt Medovets består till största delen av jordbruksmark. Runt Medovets är det ganska glesbefolkat, med 43 invånare per kvadratkilometer.